# التقارب الاجتماعي (حزب سياسي)
حزب التقارب الاجتماعي ( (بالإسبانية: Convergencia Social)، اختصاراً CS ) هو حزب سياسي يساري تشيلي، أسسه في عام 2018 حركةُ الاستقلال الذاتي (MA)، وحركة اليسار الليبرالي (IL)، وحركة الاشتراكية والحرية (SOL) والديمقراطية الجديدة (ND). والحزب جزء من الائتلاف اليساري المسمى الجبهة العريضة في الانتخابات الرئاسية 2021.
بدأ أعضاء الحركة في منتصف عام 2019 عملية تسجيل الحزب السياسي قانوني. وفي نوفمبر 2019 قررت حركة اليسار التحرري ومئات المسلحين الاستقالة من الحزب، رافضين مشاركة النائب غابرييل بوريك في اتفاق سياسي على استفتاء دستوري ظهر بعد احتجاجات 18 أكتوبر.

## في السلطة

### النواب
| اسم           | منطقة                                      | المقاطعة | فترة                  |
| ------------- | ------------------------------------------ | -------- | --------------------- |
| دييغو إيبانيز | منطقة فالبارايسو                           | 6        | 2018-2022             |
| جونزالو وينتر | منطقة سانتياغو متروبوليتان                 | 10       | 2018-2022             |
| جايل يومانس   | منطقة سانتياغو متروبوليتان                 | 13       | 2018-2022             |
| غابرييل بوريك | منطقة Magallanes y de la Antártica Chilena | 28       | 2014–2018 / 2018–2022 |

## نتائج الانتخابات

### انتخابات رئاسية
| سنة الانتخاب | مرشح          | الجولة الأولى | الجولة الأولى | الجولة الثانية | الجولة الثانية | نتائج |
| سنة الانتخاب | مرشح          | # أصوات       | ٪ أصوات       | # أصوات        | ٪ أصوات        | نتائج |
| ------------ | ------------- | ------------- | ------------- | -------------- | -------------- | ----- |
| 2021         | غابرييل بوريك | 1,815,024     | 25.8٪         | 4,615,090      | 55.9٪          |       |

### انتخاب الكونجرس
| سنة الانتخاب | مجلس النواب | مجلس النواب | مجلس النواب | مجلس الشيوخ | مجلس الشيوخ | مجلس الشيوخ | حالة |
| سنة الانتخاب | # أصوات     | ٪ أصوات     | مقاعد       | # أصوات     | ٪ أصوات     | مقاعد       | حالة |
| ------------ | ----------- | ----------- | ----------- | ----------- | ----------- | ----------- | ---- |
| 2021         | 287190      | 4.54٪       | 9 / 155     | 59489       | 1.28٪       | 0 / 50      |      |

## روابط خارجية
- موقع رسمي